# Klavierstücke, op. 119 de Brahms
Quatre pièces pour piano, op. 119
Pour les articles homonymes, voir Quatre pièces pour piano.

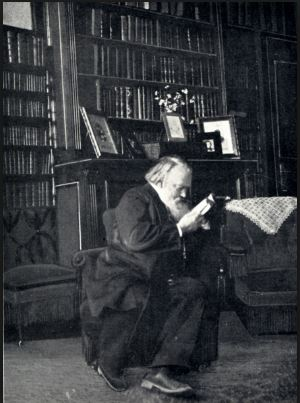
Brahms dans la bibliothèque de Victor Miller d'Aicholz, 1894

Les Klavierstücke opus 119 sont un cycle de quatre pièces pour piano de Johannes Brahms. Composées pendant l'été 1893 à Bad Ischl, ces « berceuses de ma souffrance » selon les mots du compositeur, sont les ultimes confidences que le maitre viennois confia au piano seul.

## Analyse de l'œuvre
Les pièces sont :
1. Intermezzo (adagio en si mineur, à 3/8)
2. Intermezzo (andantino un poco agitato, en mi mineur à 3/4)
3. Intermezzo (grazioso e giocoso, en ut majeur à 6/8)
4. Rhapsodie (allegro risoluto, en mi bémol majeur à 2/4)